# 庄田侑右
庄田 侑右（しょうだ ゆうすけ、1982年3月20日 - ）は、日本の俳優。愛知県出身。
桑原秀一が構成・演出を手がけるユニット「BOW」の相方。
趣味は読書、カラオケ、音楽鑑賞、散歩。特技は社交ダンス、乗馬。

## 出演作品

### 映画
- 魁!!男塾（2008年）
- 戦極 BLOODY AGENT（2014年） - 横山

### ドラマ
- 「武勇戦鬼」（東京MXテレビ2008年6月27日） - 横田おさむ

### 舞台
- 「Dream〜sunflower〜」（2008年1月8日 - 1月14日）
- 「QUIZSHOW」（2008年3月12日 - 3月16日）主役
- 「陽だまりの詩」カートプロモーション主催
- 「イルミナ」（2008年7月16日 - 7月21日）
- 「PARTY」（2008年12月17日 - 12月21日）
- 「大江戸に降る雪」（2009年1月28日 - 2月1日）
- 演劇集団・演人の夜 第2回本公演「イツモノコト」（2015年8月12日-8月16日） - 大島祐一
- BOW 第1回公演「さぶ」（2016年11月8日 - 13日） - 栄二
- BOW 第2回公演「桜の森の満開の下」（2017年4月11日 - 16日）
- BOW 第3回公演「Oedipus the king」（2017年9月20日 - 24日）
- BOW 第4回公演「箱の中身」（2018年3月6日 - 11日） - 本部長
- KARASAWA幕末劇「うそつきお扇」（2019年1月10日 - 14日）
- 時代劇ミュージカル新撰組-狂宴哀歌-（2019年5月3日 - 7日） - 斎藤一
- BOW 第5回公演「火男の火」（2019年11月7日 - 10日）
- 生演奏ミュージカル「信長の野望～炎舞～」（2020年1月18日 - 22日） - 武田勝頼
- ミュージカル「信長〜朧本能寺〜」（2025年6月12日 - 16日） - 明智光秀[1]

### Vシネマ
- 組長射殺 敵を狩れ（2007年）
- 修羅の妻(おんな）たち 射殺者の妻、その愛（2008年）
- 実録・無敵道（2008年）
- 日本統一（2013年）